# Periploca nigrescens
Periploca nigrescens là một loài thực vật có hoa trong họ La bố ma. Loài này được Afzel. mô tả khoa học đầu tiên năm 1817.